# Amphibulus latioris
Amphibulus latioris är en stekelart som beskrevs av Luhman 1991. Amphibulus latioris ingår i släktet Amphibulus och familjen brokparasitsteklar. Inga underarter finns listade i Catalogue of Life.